# Жуань Чунъу
Жуа́нь Чунъу́ (кит. упр. 阮崇武, пиньинь Ruǎn Chóngwǔ, 1933) — государственный и политический деятель Китая.

## Биография
Родился в уезде Хуайань (в современном городском округе Чжанцзякоу) в провинции Хэбэй, в мае 1933, окончил машиностроительный факультет Московского автомобильного техникума в 1957 году, после чего находился на партийной и государственной службе.
Жуань Чунъу занимал должности министра общественной безопасности с сентября 1985 до марта 1987, министра труда с 1989 по 1993, с 1993 по 1998 — председателя народного правительства провинции Хайнань и секретаря провинциального комитета КПК.
Жуань Чунъу был членом ЦК КПК 13-го и 14-го созывов.